# Stomatosema cuneata
Stomatosema cuneata är en tvåvingeart som beskrevs av Fedotova och Vasily S. Sidorenko 2006. Stomatosema cuneata ingår i släktet Stomatosema och familjen gallmyggor. Inga underarter finns listade i Catalogue of Life.